# Kuivajärvi (sjö i Finland, Mellersta Finland, lat 63,33, long 25,27)
Kuivajärvi är en sjö i Finland. Den ligger i kommunen Kinnula i landskapet Mellersta Finland, i den centrala delen av landet, 400 km norr om huvudstaden Helsingfors. Kuivajärvi ligger 165,1 meter över havet. Den är 1,2 meter djup. Arean är 1,16 kvadratkilometer och strandlinjen är 5,5 kilometer lång. Sjön  ingår i Kymmene älvs huvudavrinningsområde.   I omgivningarna runt Kuivajärvi växer i huvudsak blandskog.